# Armatognathia birsteini
Armatognathia birsteini is een naaldkreeftjessoort . De wetenschappelijke naam van de soort is voor het eerst geldig gepubliceerd in 1987 door Kudinova-Pasternak.